# Tobias Bank

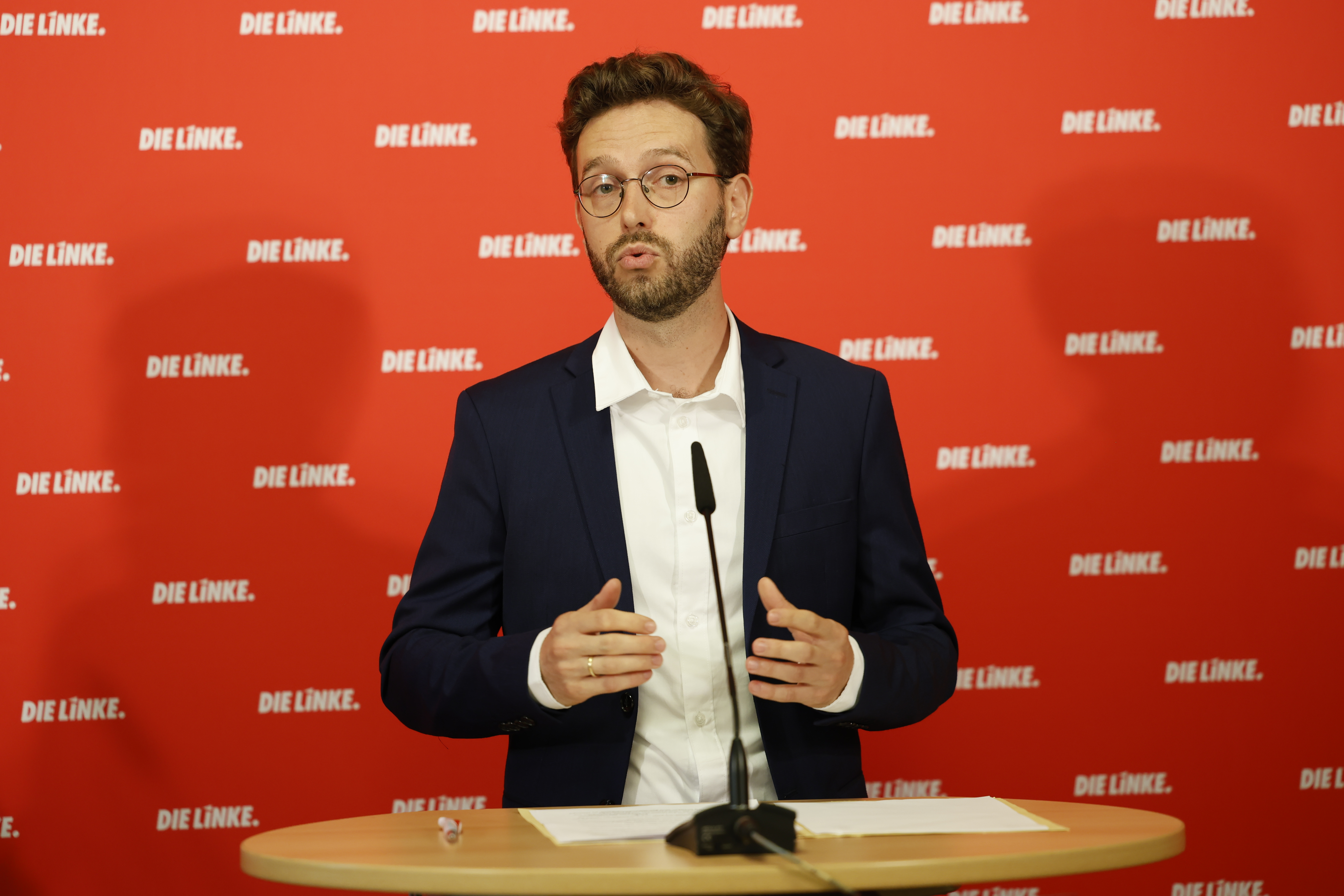
Tobias Bank (2023)

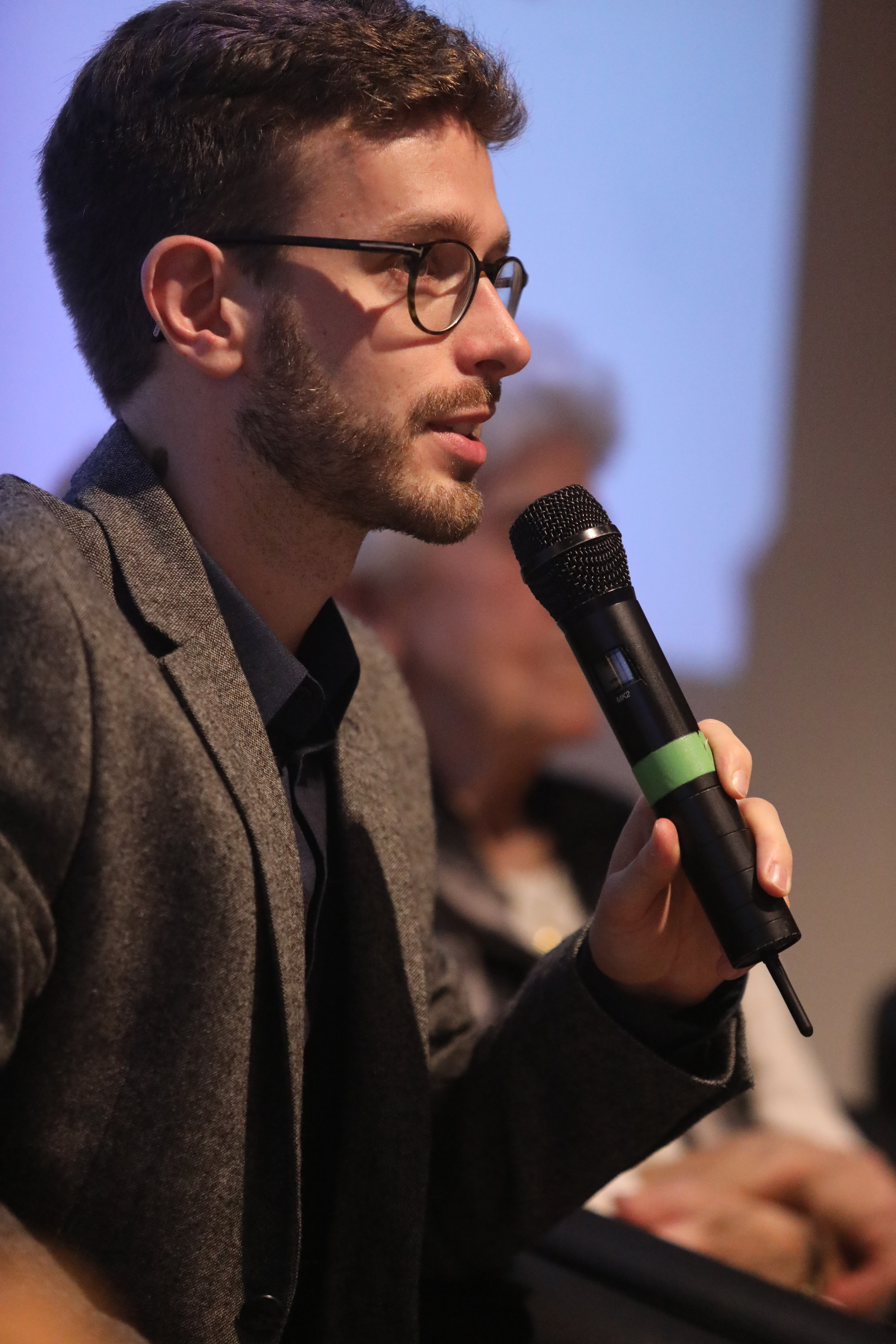
Tobias Bank 2017 als Moderator beim Symposium der Rosa-Luxemburg-Stiftung zum 100. Geburtstag von Roman Rubinstein

Tobias Bank (* 11. November 1985 in Berlin) ist ein deutscher Historiker, Politik- und Verwaltungswissenschaftler sowie Politiker der Partei Die Linke. Von 2022 bis zu seinem Rücktritt im Januar 2024 war er deren Bundesgeschäftsführer.

## Leben
Tobias Bank besuchte die Kantschule im brandenburgischen Falkensee und engagierte sich in einer Jugendgruppe der PDS. Er wurde deren Sprecher. Nach Abschluss eines Studiums der Politik- und Verwaltungswissenschaft sowie der Zeitgeschichte leitete er ein Bundestagsbüro und war anschließend Referent für Kommunalpolitik und später für Bund-Länder-Koordination im Deutschen Bundestag.
Seit 2008 kuratiert er Ausstellungen zu zeitgeschichtlichen Themen, u. a. in der URANIA Potsdam, im Kunstarchiv Beeskow oder im Gerhart-Hauptmann-Museum in Erkner. Neben diversen Publikationen und Ausstellungen ist Tobias Bank in Brandenburg im Landkreis Havelland für die Aufstellung dreier Erinnerungsstelen verantwortlich (Elstal 2018, Dyrotz 2020 und Elstal 2021) und setzt sich für den Erhalt verschiedener Denkmäler ein. Bank lebt in Treuenbrietzen im Landkreis Potsdam-Mittelmark.

## Politik
Von 2008 bis 2022 war Tobias Bank Mitglied der Gemeindevertretung Wustermark im brandenburgischen Landkreis Havelland; ab 2019 als deren Vorsitzender. 2018 kandidierte er für das Amt des Bürgermeisters und wurde mit 25,9 % zweitstärkster der sechs Kandidatinnen und Kandidaten. Von 2010 bis 2022 war Bank zudem Mitglied des Kreistages Havelland und ist bis heute Mitglied der Verbandsversammlung der Mittelbrandenburgischen Sparkasse sowie Mitglied des Aufsichtsrates der Havelbus GmbH. Seine Mandate in der Gemeindevertretung und im Kreistag legte er aufgrund eines Umzugs nieder. Bank war Direktkandidat der Partei Die Linke im Wahlkreis 60 für die Bundestagswahl 2021.
Auf dem Erfurter Parteitag 2022 wurde Bank zum Bundesgeschäftsführer der Partei Die Linke gewählt. Im Januar 2024 erklärte er seinen Rücktritt zum folgenden Monatsersten und erklärte, „der aktuelle Kurs, fast alles auf Bewegungen außerhalb von Parlamenten sowie auf städtische Milieus zu konzentrieren und Wahlergebnisse scheinbar nicht mehr als Maßstab für politischen Erfolg zu sehen“, sei nicht sein Verständnis von Politik.

## Ausstellungen (Auswahl)
- 2010: „Alltäglich plakatiert – Arbeitsschutzplakate aus der DDR“ – AVZ der Universität Potsdam
- 2010: Ausstellung und Vortrag „Alltäglich plakatiert“ – Urania Potsdam
- 2012: „Schütze deine Arbeitskraft! - Plakate zum Arbeitsschutz in der DDR“ – DDR-Kunstarchiv Beeskow
- 2014: „Ausgezeichnet – Medaillen und Plaketten der DDR aus Metall“ – DDR-Kunstarchiv Beeskow[15]
- 2015: Ausstellungsbeteiligung „Arbeit! Ostdeutsche Arbeitswelt im Wandel 1945 bis heute“ – Institut für Kulturstudien Dresden
- 2016: DDR-Plakate zum 8. Mai (Tag der Befreiung) – Kulturzentrum Rathenow[16]
- 2016: „Damals und heute – Fotografien aus Falkensee“ – Kulturhaus „Johannes R. Becher“ (Falkensee)[17]
- 2017: Plakate zum 8. Mai (Tag der Befreiung) – Synagoge Cottbus[18]
- 2018: „Alltäglich plakatiert – Arbeitsschutzplakate aus der DDR“ – Kulturhaus „Johannes R. Becher“ (Falkensee)[19]
- 2020: „Kabinettstücke – Exponate zur Geschichte der DDR“ – Kulturzentrum Rathenow[20]
- 2021: „Ausgeliehen, gelesen, erlebt - Bibliotheksplakate aus der DDR“ – Gerhart-Hauptmann-Museum (Erkner)[21]
- 2022: „Ausgeliehen, gelesen, erlebt - Bibliotheksplakate aus der DDR“ – Theodor-Storm-Museum (Heiligenstadt)[22]
- 2022: „Ausgeliehen, gelesen, erlebt - Bibliotheksplakate aus der DDR“ – Hanse-Bibliothek Demmin (Mecklenburgische Seenplatte)[23]

## Publikationen
- Die Kreispoliklinik „Dr. Georg Benjamin“ – Heimatjahrbuch Falkensee, 2007
- Zur Geschichte der „Drogerie Fischer“ – Heimatjahrbuch Falkensee, 2010[24]
- Oskar Sander – Gewerkschafter, Arbeitersportler und Kommunist – Arbeit-Bewegung-Geschichte – Zeitschrift für historische Studien, 2017
- Ausgeblendet und vergessen – Das Kriegsgefangenenlager Dyrotz 100 Jahre nach Ende des ersten Weltkrieges, Wustermark: Mai 2019[25]
- Das Kriegsgefangenenlager Dyrotz – Heimatjahrbuch Falkensee, 2019[26]
- Kabinettstücke – Exponate zur Geschichte der DDR, Wustermark: Juli 2020, ISBN 978-3-9821964-0-4